# Pam Marshall
Pamela Marshall, detta Pam (Hazelhurst, 16 agosto 1960), è un'ex velocista statunitense, campionessa mondiale della staffetta 4×100 metri a Roma 1987.

## Palmarès
| Anno | Manifestazione  | Sede | Evento      | Risultato | Prestazione | Note                  |
| ---- | --------------- | ---- | ----------- | --------- | ----------- | --------------------- |
| 1987 | Mondiali        | Roma | 100 m piani | 8ª        | 11"19       |                       |
| 1987 | Mondiali        | Roma | 200 m piani | 4ª        | 22"18       |                       |
| 1987 | Mondiali        | Roma | 4×100 m     | Oro       | 41"58       | Record dei campionati |
| 1988 | Giochi olimpici | Seul | 200 m piani | Batteria  | dnf         |                       |

## Altre competizioni internazionali
1985
- 5ª in Coppa del mondo ( Canberra), 200 m piani - 23"15
- 5ª in Coppa del mondo ( Canberra), 4×100 m - 44"03